# Anton Volčenkov
Anton Alekseevič Volčenkov (in russo Антон Алексеевич Волченков?; trasl. angl. Anton Alexeyevich Volchenkov; Mosca, 25 febbraio 1982) è un hockeista su ghiaccio russo professionista che gioca nel ruolo di difensore nella Kontinental Hockey League.

## Palmarès

### Nazionale
- Campionato mondiale di hockey su ghiaccio: 1

Svizzera 2009
- Campionato mondiale di hockey su ghiaccio Under-20: 1

Rep. Ceca 2002